# Allhjulsdrift

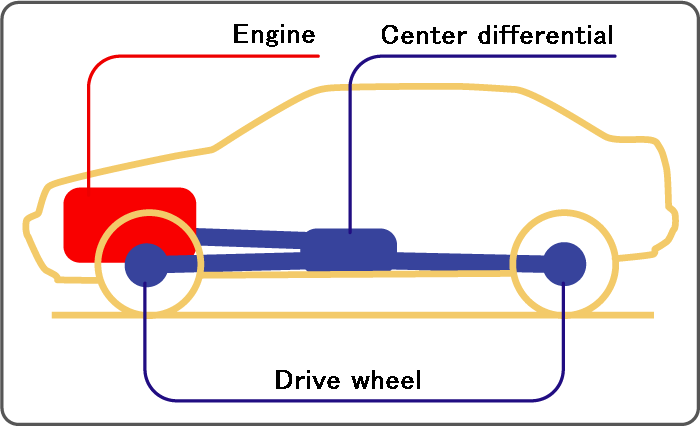
Skiss över en bil med frontmotor och fyrhjulsdrift.

Allhjulsdrift betyder att ett fordon har drivning på alla hjulen. Benämningen fyrhjulsdrift kan även användas när det gäller till exempel en personbil.

## Typer av allhjulsdrift
Allhjulsdrift kan vara antingen urkopplingsbar eller permanent inkopplad. Ett fordon med permanent inkopplad allhjulsdrift, och som normalt körs på torr asfalt, måste ha någon typ av slirkoppling eller differentialväxel mellan framaxel och bakaxel, annars kommer de ingående komponenterna ett utsättas för kraftigt slitage. Ett exempel på sådant fordon är Lada Niva där man även kan låsa mellandiffen ett annat exempel är Jeep. För ett fordon som huvudsakligen körs i terräng eller på halt underlag kommer hjulen att slira något mot underlaget och sådan anordning är därför ej nödvändig.
Den vanligaste formen av allhjulsdrift för personbilar innehåller en slirkoppling, en viskokoppling eller en haldexkoppling, som fördelar det drivande momentet mellan fram- och bakaxel. På en del exklusivare personbilar med drivning på fyra hjul sitter en torsendifferential mellan axlarna.
För terrängbilar används ofta en separat fördelningsväxellåda med vilken man kopplar in eller ur allhjulsdriften beroende på körförhållanden.

### Sexhjulsdrift
På vissa militärfordon förekommer även sexhjulsdrift eller 6×6. Det är lastbilar med boggibakaxel som har drivning på både fram- och bakaxlarna. Vid vanlig körning driver endast ena bakaxeln. Den andra bakaxeln och framaxeln kopplas in via ett reglage bredvid växelspaken. Militära terrängbilar från bland annat Volvo brukar kunna ha 6×6. Vissa entreprenad- och skogsmaskiner har konstant sexhjulsdrift. Dumper, skotare, skördare och väghyvel kan nämnas som exempel.

### Åttahjulsdrift
Fordon med fyra axlar kan ha åttahjulsdrift eller 8×8. Detta förekommer i princip bara hos militära terrängfordon.
Det finns även fordon med fler än åtta drivande hjul.

## Drivsystem för fyrhjulsdrivna personbilar

### Manuell inkoppling
Detta system användes till exempel i Toyota Tercel 4WD och i 1980-talsmodeller av Subaru. I grunden är bilen framhjulsdriven med längsplacerad motor, men växellådan har ett uttag även bakåt, som är inkopplingsbart med en extra växelspak. Det ger då kraft till bakaxeln, och i vissa modeller finns även en lågväxel som manövreras med samma spak. Subaru använde i vissa fall en knapp på växelspaken för att koppla in fyrhjulsdriften.
Fördelen med detta system är att det är enkelt att tillverka och inte har så många känsliga delar. Nackdelen är att det saknar mittdifferential, och därför ökar bränsleförbrukning och däcksslitage om man kör med fyrhjulsdriften inkopplad. En annan nackdel är att fyrhjulsdriften inte kopplas in automatiskt utan kräver en manöver från föraren. 
Ett liknande system används hos Suzuki, Mitsubishi med flera, skillnaden är att de bilarna har konstant drivning på bakhjulen och urkopplingsbar på framhjulen.

### Viskokoppling
System med viskokoppling har alltid fyrhjulsdriften inkopplad, men i stort sett hela kraften driver normalt framhjulen. Först i situationer när något av drivhjulen börjar slira griper viskokopplingen in och överför mer kraft till bakhjulen. Oftast är systemet monterat i bilar som i grunden har konstruerats för framhjulsdrift och har tvärställd motor. 
Fördelen jämfört med ett rent mekaniskt inkopplingsbart system är att man kan ha fyrhjulsdriften inkopplad hela tiden, och det passar därför bättre för bilar som körs i vardagstrafik. Det är också en enkel konstruktion, som normalt sett håller hela bilens livstid. Nackdelen med system som har viskokoppling är att de i vissa fall reagerar ganska trögt och därför inte hinner med när slirning uppstår. 

### Konstant fyrhjulsdrivning
Audi var tidigt ute med fyrhjulsdrivning i form av sitt quattro-system. Enkelt beskrivet har systemet tre differentialer, varav en fördelar ut kraften mellan fram- och bakaxel och de övriga mellan höger och vänster hjul på samma axel. Genom att alla hjul kan rulla i olika hastigheter men få samma drivkraft kan fyrhjulsdrivningen vara inkopplad i alla situationer. För att bilen inte ska bli stående med slirande hjul används diffbromsar. Utförandet på dem skiljer sig åt mellan olika generationer av quattro. (Modeller med tvärställd motor använder i stället Haldexkoppling, även om Audi marknadsför även detta system under namnet quattro.)
Subaru har ett liknande system som också driver konstant på alla hjul. Vissa modeller med automatlåda har kraftfördelningen 60 fram/40 bak, men vanligast är 50/50.
BMW använde i sina första fyrhjulsdrivna modeller en asymmetrisk fördelning av drivningen så att 70 % hamnade i bakhjulen - för att bilens köregenskaper skulle tilltala deras kunder som var vana vid bakhjulsdrivning. Det gjorde man genom att en planetväxel användes i mittendifferentialen.

### xDrive
BMW använder beteckningen xDrive på sina aktuella fyrhjulsdrivna modeller. Systemet har automatiska kopplingar som kan fördela kraften fritt mellan fram och bak, men i princip är bilen bakhjulsdriven i de flesta situationer. Ett liknande system används i de fyrhjulsdrivna varianterna av deras framhjulsdrivna modeller (2-Serie Active Tourer och Grand Tourer samt X1), med skillnaden att framhjulen driver bilen och bakhjulen kopplas in vid behov. (Vissa modeller har i 2-hjulsdriven version kallats för sDrive för att särskilja från xDrive).

### Haldexkoppling
Bilar med Haldexkoppling har vanligen konstant drivning på framhjulen och en kardanaxel som överför kraft till Haldexkopplingen som sitter monterad vid bakaxelns differential. När framhjulen snurrar snabbare än bakhjulen kopplas drivningen automatiskt in på bakhjulen. De första generationerna styrdes av hydraultryck som byggdes upp av en pump inkopplad mellan kardanaxeln och bakaxeln. Det krävdes alltså en viss slirning innan trycket byggdes upp. På senare versioner är pumpen elektriskt driven och trycket i kopplingen styrs elektroniskt. Detta gör det också möjligt att ändra inställningarna från förarplats, t.ex. att ställa in olika lägen för körning i snö, terräng eller torr landsväg och för sportig eller ekonomisk körning. Haldex används bland annat av Volvo, Volkswagen, Skoda, Seat och Audi (A1, A2 m fl). 

#### Vidareutvecklade liknande system
Audi har från 2015 börjat använda ett system för sina billigare fyrhjulsdrivna modeller där bilen i grunden är framhjulsdriven. När bakhjulsdrivningen kopplas in aktiveras en koppling vid växellådan och en annan koppling vid bakaxeln. Det här gör att kardanaxeln står stilla när bilen körs på torr väg utan behov av drivning på alla hjul. 
Opel har 2017 visat upp ett system som liknar Haldex, men i stället för differentialen i bakaxeln har två separata kopplingar. Det gör att bilen kan driva på två, tre eller fyra hjul. Beroende på situationen kan det ena bakhjulet kopplas in för att hjälpa bilen att styra in i en kurva.